# Sukhoi Superjet New
Superjet New (сокр. SJ-100, рус. Суперджет Нью) — российский среднемагистральный узкофюзеляжный самолёт, новая версия Superjet 100 с максимальным импортозамещением иностранных комплектующих на российские. До апреля 2019 года именовался как Sukhoi Superjet 100.
Выкатка опытного самолёта под официальным обозначением RRJ-95NEW-100 и его сертификация должны пройти в течение 2023 года. 26 июля 2023 года ПАО «ОАК» было официально объявлено о переименовании Superjet NEW. Лайнер получил имя SJ-100. Начало серийного производства SJ-100 было намечено на конец 2023 года.
С 2025 года Минпромторг России скорректировал требования к импортозамещению для самолета Superjet 100 (SJ-100): ведомство отказалось от первоначального плана полной замены всех зарубежных комплектующих. Теперь приоритетом является сертификация SJ-100 с максимально возможной долей российских компонентов и систем, что позволит существенно снизить зависимость от импортных поставок. Это решение обусловлено объективными сложностями полной замены всех деталей в короткие сроки.

## История создания
В 2018 году была анонсирована разработка новой версии SSJ-100 — пассажирского самолёта Sukhoi Superjet 100. Изначально планировалось, что в этом самолёте доля российских комплектующих будет увеличена на 10—15 %. Но 6 января 2019 года издание РБК со ссылкой на заявления секретаря Ассоциации иранских авиалиний Максула Самани опубликовало информацию о том, что контракт на поставку иранским авиакомпаниям самолётов SSJ100 оказался под угрозой срыва из-за того, что Министерство финансов США не выдало необходимого разрешения, поскольку количество комплектующих американского производства в текущей версии самолёта превышает 10 %. В связи с этим в апреле 2019 года было принято решение о максимальном импортозамещении компонентов и систем в Сухом Суперджете (замена 97 % иностранных комплектующих российскими аналогами). Проект получил название Sukhoi Superjet New или сокращённо SSJ-New. Концерн «Радиоэлектронные технологии» (КРЭТ) предложил использовать унифицированные комплексы БРЭО для SSJ-New и МС-21, основанные на компонентах российской разработки; в августе главный конструктор Раменского приборостроительного конструкторского бюро (входит в КРЭТ) Александр Евгенов сообщил, что комплекс БРЭО разработан и находится на завершающей стадии сертификационных испытаний, основные его элементы прошли одобрение авиационных сертификационных органов, а система индикации и органы управления уже проходят лётные сертификационные испытания в составе самолёта МС-21.
По оценке 2020 года, разработка SSJ-New должна полностью завершиться к 2023 году и обойдётся в 120—130 млрд рублей (позже стоимость программы была опровергнута С. Чемезовым как завышенная: «…в реальности будет потрачено меньше»), включая создание двигателя ПД-8 (сертификация которого, как надеются, завершится в 2023 году), на который будет потрачена примерно половина выделенной суммы. Получение сертификата типа ожидается в 2023 году. Начало серийного производства SJ-New намечено на 2024 год.
В июле 2020 года начались лётные испытания инерциальной навигационной системы БИНС-2015 разработки «Московского института электромеханики и автоматики». Разрабатываемая в КРЭТ инерциальная навигационная система должна быть готова к 2021 году, после чего начнутся её испытания, сертификация системы намечена на 2022 год.
3 декабря 2020 года Росавиация получила заявку на сертификацию изменений типовой конструкции SSJ-100.
В 2020—2022 годах планируется завершение разработки составных частей комплексной системы управления.
В марте 2022 года главный конструктор Кирилл Кузнецов в интервью изданию ATO.ru рассказал, что кабина экипажа была серьёзно модернизирована и содержит вместо 5 небольших экранов — широкоформатные дисплеи, аналогичные применяемым в МС-21. Также он отметил, что архитектура борта самолёта не изменилась, и оборудование российского производства встаёт на замену импортного, а характеристики самолёта улучшаются в тех местах, которые были выявлены по результатам эксплуатации базовой версии. В результате внесённых изменений и доработок, максимальный посадочный вес самолёта увеличится на одну тонну, с 41 до 42, а саблевидные законцовки крыла уже включены в список стандартного оборудования.
В марте 2022 года появилась информация о распоряжение Министра промышленности и торговли России Дениса Мантурова о сокращении сроков создания самолёта SJ100-NEW (RRJ-95NEW-100), и прежде всего, ускорения сертификации двигателя ПД-8 в течение ближайших 12—14 месяцев.
В сентябре 2022 года на Восточном экономическом форуме авиакомпания Аэрофлот и производитель ОАК подписали соглашение о намерениях по закупке 89 единиц Superjet NEW.
В январе 2023 года стало известно, что первые 34 Superjet NEW для Аэрофлота будут поставлены через лизинговую компанию «Авиакапитал-Сервис» до 2025 года по цене от 2,256 млрд до 2,464 млрд рублей (33,4 млн — 36,5 млн $ по курсу на 14.01.2023). 100 % стоимости профинансируют из ФНБ через покупку долговых обязательств лизинговых компаний со сверхнизкой доходностью в 1,5 %.
12 июля 2024 года Новый Sukhoi Superjet с импортозамещенными системами и двигателями SaM-146 завершил испытательный полет и успешно приземлился в Раменском.
2 октября 2024 замдиректора по научной работе СибНИА имени С. А. Чаплыгина Дмитрий Смирнов сообщил, что статические испытания российского импортозамещенного самолета Sukhoi Superjet 100 — SSJ New в Новосибирске планируется завершить в мае 2025 года.
17 марта 2025 года, совершил первый полёт опытный экземпляр SJ-100 с российскими двигателями ПД-8 и импортными системами, на данной машине предполагается отрабатывать различные режимы работы двигательной установки в целях ускорения её сертификации, а после завершения сертификации, отработку вариантов ремоторизации базовых самолётов SSJ-100..
23 апреля 2025 года, самолет SJ-100 совершил первый полет в окончательном облике, с двигателями ПД-8 и российскими системами, став таким образом третьей машиной, участвующей в сертификационных испытаниях..

## Лётно-технические характеристики
Согласно данным РЛЭ RRJ-95B, данным SJI, данным EASA, данным на сайте ОАК (производитель)
| Модель                                     | SuperJet NEW                           | SuperJet 100-95B                                                                 | SuperJet 100-95LR                                                                |
| ------------------------------------------ | -------------------------------------- | -------------------------------------------------------------------------------- | -------------------------------------------------------------------------------- |
| Длина                                      | 29,94 м                                | 29,94 м                                                                          | 29,94 м                                                                          |
| Высота                                     | 10,28 м                                | 10,28 м                                                                          | 10,28 м                                                                          |
| Размах крыла                               | 27,80 м (с ГЗК 29,7)                   | 27,80 м (с ГЗК 29,7)                                                             | 27,80 м (с ГЗК 29,7)                                                             |
| Диаметр фюзеляжа (Ширина салона)           | 3,46 м (3,24 м)                        | 3,46 м (3,24 м)                                                                  | 3,46 м (3,24 м)                                                                  |
| Максимальная взлётная масса                |                                        | 45 880 кг                                                                        | 49 450 кг                                                                        |
| Максимальная посадочная масса              |                                        | 41 000 кг                                                                        | 41 000 кг                                                                        |
| Максимальная коммерческая загрузка         |                                        | 12 245 кг                                                                        | 12 245 кг                                                                        |
| Масса пустого                              |                                        | 24 250 кг                                                                        | 24 250 кг                                                                        |
| Площадь несущих поверхностей               |                                        | 77 м2                                                                            | 77 м2                                                                            |
| Крейсерская скорость                       |                                        | 841 км/ч / M = 0,78                                                              | 841 км/ч / M = 0,78                                                              |
| Максимальная скорость                      |                                        | 981 км/ч / M = 0,91                                                              | 981 км/ч / M = 0,91                                                              |
| Высота полёта                              |                                        | 12 200 м / FL400                                                                 | 12 200 м / FL400                                                                 |
| Двигатели                                  | 2 × ПД-8                               | 2 × SaM146—1S17                                                                  | 2 × SaM146—1S18                                                                  |
| Максимальная тяга на взлётном режиме       | 2 × 78 кН                              | 2 × 76,84 кН                                                                     | 2 × 79,00 кН                                                                     |
| Дальность полёта в двухклассной компоновке | 3000—4500 км (судя по тяге двигателей) | 2960 км                                                                          | 4320 км                                                                          |
| Экипаж                                     | 2                                      | 2                                                                                | 2                                                                                |
| Пассажировместимость                       |                                        | 98 в базовой компоновке (до 103) 87 (12 + 75) в компоновке для компании Аэрофлот | 98 в базовой компоновке (до 103) 87 (12 + 75) в компоновке для компании Аэрофлот |
| Высота салона                              |                                        | 2,12 м                                                                           | 2,12 м                                                                           |
| Ширина прохода                             |                                        | 0,51 м                                                                           | 0,51 м                                                                           |
| Ширина кресла эконом                       |                                        | 0,465 м                                                                          | 0,465 м                                                                          |
| Шаг кресел эконом                          |                                        | 0,775—0,8 м                                                                      | 0,775—0,8 м                                                                      |
| Шаг кресел бизнес                          |                                        | 0,9 м                                                                            | 0,9 м                                                                            |
| Пассажирских дверей                        |                                        | 4                                                                                | 4                                                                                |
| Объём багажных отсеков                     |                                        | 21,7 (28,86 вместе с ручной кладью) м3                                           | 21,7 (28,86 вместе с ручной кладью) м3                                           |
| Длина разбега                              |                                        | 1675 м                                                                           | 1940 м                                                                           |
| Длина пробега                              |                                        | 1425 м                                                                           | 1425 м                                                                           |
| Запас топлива                              |                                        | 15 805 л                                                                         | 15 805 л                                                                         |
| Вспомогательная силовая установка          | ТА-18-100С                             | Honeywell RE220[RJ]                                                              | Honeywell RE220[RJ]                                                              |
| Первый полёт                               | май 2023 года                          | 19 мая 2008 года                                                                 | 12 февраля 2013 года                                                             |

## Заказы
| Заключённые контракты и соглашения о поставках | Заключённые контракты и соглашения о поставках                  | Заключённые контракты и соглашения о поставках | Заключённые контракты и соглашения о поставках | Заключённые контракты и соглашения о поставках | Заключённые контракты и соглашения о поставках | Заключённые контракты и соглашения о поставках                                            | Поставлено |
| Дата заключения соглашения                     | Покупатель / владелец                                           | Эксплуатант                                    | Сроки поставок                                 | Заказано                                       | Опцион                                         | Примечание                                                                                | Поставлено |
| ---------------------------------------------- | --------------------------------------------------------------- | ---------------------------------------------- | ---------------------------------------------- | ---------------------------------------------- | ---------------------------------------------- | ----------------------------------------------------------------------------------------- | ---------- |
| 25.04.2018                                     | н.д.                                                            | Iran Air Tours                                 | -                                              | 20                                             | 20                                             | Меморандум                                                                                | 0          |
| 25.04.2018                                     | н.д.                                                            | Iran Aseman Airlines                           | -                                              | 20                                             | 20                                             | Меморандум                                                                                | 0          |
| 07.09.2022                                     | для первых 34 лайнеров лизинговая компания «Авиакапитал-Сервис» | Аэрофлот                                       | 2023—2030                                      | 89                                             | 0                                              | Соглашение о намерениях + инвестиционный проект «Авиакапитал-Сервис» на первые 34 лайнера | 0          |
| Всего                                          | Всего                                                           | Всего                                          | Всего                                          | 129                                            | 40                                             |                                                                                           | 0          |